# Rugby-Union-Weltmeisterschaft 1995

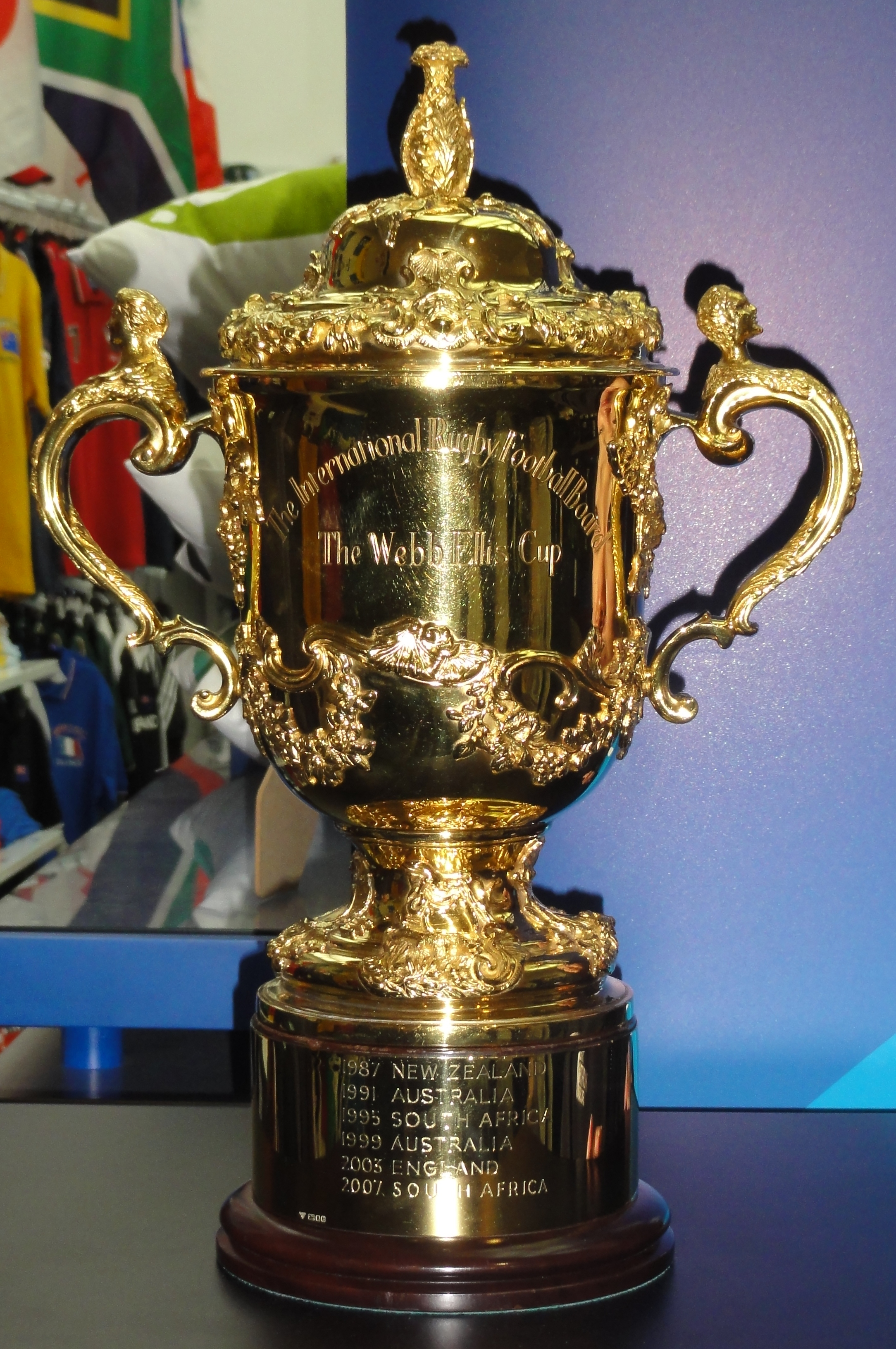
Der Webb Ellis Cup

Die Rugby-Union-Weltmeisterschaft 1995 (afrikaans Rugbywêreldbeker 1995; englisch 1995 Rugby World Cup) fand vom 25. Mai bis zum 24. Juni 1995 in Südafrika statt. Es war die dritte Weltmeisterschaft im vierjährlichen Turnierzyklus, der vom Weltverband International Rugby Football Board (IRFB; jetzt World Rugby) organisiert wird, und die erste in Afrika. Dies war auch die erste Weltmeisterschaft in einer der beliebtesten Sportarten Südafrikas; später war das Land Gastgeber des Cricket World Cup 2003 und der Fußball-Weltmeisterschaft 2010. Außerdem wurde die südafrikanische Rugby-Union-Nationalmannschaft erstmals seit dem Ende der Apartheid wieder für ein internationales Turnier zugelassen und es war das erste große Turnier in Südafrika nach dem Systemwechsel. Die Rugby-Union-Weltmeisterschaft 1995 war zusammen mit dem Afrika-Cup 1996 eines von zwei großen Sportturnieren in Südafrika innerhalb eines Jahres.
Das Turnierformat von 1987 und 1991 blieb unverändert und 16 Rugby-Union-Nationalmannschaften nahmen an der Weltmeisterschaft teil: Der Gastgeber Südafrika, die acht direkt qualifizierten Mannschaften der Weltmeisterschaft 1991 (Australien, England, Frankreich, Irland, Kanada, Neuseeland, Samoa und Schottland), sowie die sieben besten Mannschaften der Qualifikation (Argentinien, die Elfenbeinküste, Italien, Japan, Rumänien, Tonga und Wales). Während der Rugby-Union-Weltmeisterschaft 1995 wurden 32 Spiele absolviert, darunter 24 in der Vorrunde und acht in der Finalrunde, einschließlich des Finales. Die Mannschaften wurden in vier Gruppen zu je vier Teams eingeteilt, wobei jedes einmal gegen die anderen der Gruppe antrat. Die beiden besten Mannschaften jeder Gruppe erreichten hiernach das Viertelfinale. Die Viertelfinalisten qualifizierten sich direkt für die darauf folgende Rugby-Union-Weltmeisterschaft 1999 in den damaligen Five Nations.
Weltmeister wurden die Springboks, die südafrikanische Nationalmannschaft, die im Finale im Johannesburger Ellis-Park-Stadion die neuseeländischen All Blacks mit 15:12 besiegten. Südafrika wurde damit nach Neuseeland 1987 der zweite Gastgeber, der eine Heimweltmeisterschaft gewann und der dritte Weltmeister nacheinander aus der Südhemisphäre, nach Neuseeland 1987 und Australien 1991. Außerdem trafen im Finale erstmals zwei Mannschaften der Südhemisphäre aufeinander. Frankreich wurde Dritter und England Vierter; interessanterweise schlossen die vier Gruppensieger das Turnier als die vier besten Mannschaften ab.
Die Rugby-Union-Weltmeisterschaft 1995 schrieb in mehreren Aspekten Geschichte: Es war das erste große Sportturnier in Afrika, die erste Weltmeisterschaft die in einem Land ausgetragen wurde und die letzte WM in der Amateurära des Rugbys; zwei Monate später begann das IRFB mit der Professionalisierung dieses Sports. Die WM 1995 blieb auch für das Zusammenrücken aller Südafrikaner unter der Regierung Nelson Mandelas Regierung der Nationalen Einheit in Erinnerung. Die Überreichung des Webb Ellis Cup durch Nelson Mandela im Springboktrikot an den Springbokkapitän Francois Pienaar ist wahrscheinlich das bekannteste Ereignis der WM 1995 und steht symbolisch für die Versöhnung zwischen „Schwarzen“ und „Weißen“ Südafrikanern. Dieser Moment gilt als einer der bekanntesten in der Sportgeschichte. Es war auch das letzte Turnier an dem 16 Nationalmannschaften teilnahmen; für die folgende Weltmeisterschaft 1999 wurde Anzahl auf 20 erhöht. Erstmals in einer Weltmeisterschaft entsprach das Legen eines Versuch fünf Punkten; bis dahin waren es vier. Während des Turniers entwickelte sich der Neuseeländer Jonah Lomu zum Rugbystar.

## Vergabe

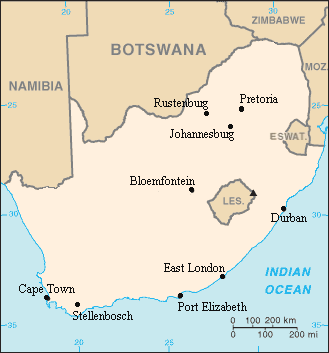
Spielorte in Südafrika

Nachdem die Rugby-Union-Weltmeisterschaft 1987 in Australien und Neuseeland und die Rugby-Union-Weltmeisterschaft 1991 in den damaligen Five Nations ausgetragen wurden, war Südafrika die einzige Rugbynation, die damals noch nicht Gastgeber einer Weltmeisterschaft war. Wegen der Apartheidspolitik war das Land jedoch vom internationalen Rugby ausgeschlossen, obschon einzelne Mannschaften weiterhin Touren nach Südafrika unternahmen.
Nach dem Ende der Apartheid und Südafrikas Wiederzulassung zu internationalen Sportturnieren wurde das Land 1992 wieder als Vollmitglied des IRFB zugelassen. Anschließend wurde die Weltmeisterschaft 1995 an Südafrika vergeben.
Während der Weltmeisterschaft 1995 gab es Verhandlungen zwischen den Verbänden Australiens, Neuseelands und Südafrikas, woraufhin SANZAR, Vorgänger der heutigen SANZAAR, gegründet wurde. Ein Jahr später, 1996, wurden die ersten Tri Nations zwischen Australien, Neuseeland und Südafrika ausgespielt. Seit Argentiniens Beitritt 2012 wird dieses Turnier als The Rugby Championship ausgetragen.

## Qualifikation
Die folgenden 16 Mannschaften hatten sich für die Weltmeisterschaft 1995 qualifiziert: Von diesen waren die Viertelfinalisten der Weltmeisterschaft 1991 und Gastgeber Südafrika automatisch qualifiziert. Diese waren Australien, England, Frankreich, Irland, Kanada, Neuseeland, Samoa und Schottland. Um die restlichen sieben Startplätze trugen 52 Mannschaften Qualifikationsspiele aus.

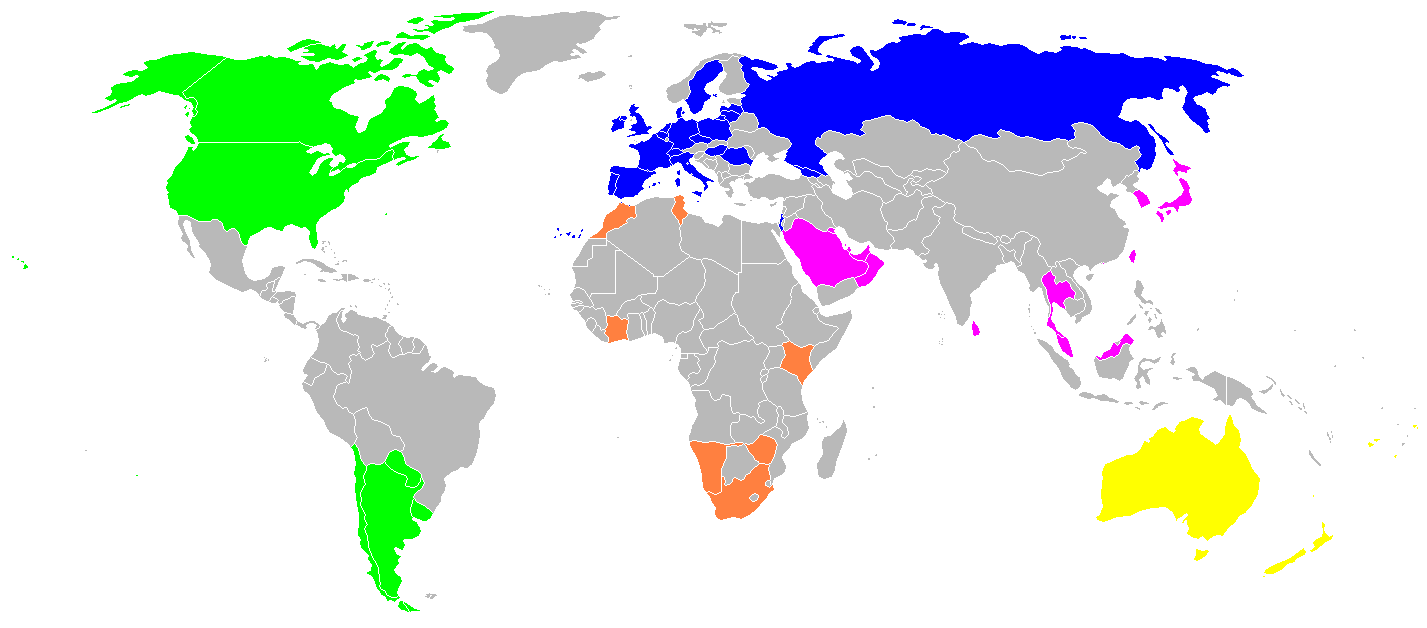
An der Qualifikation beteiligte Länder nach Kontinentalverbänden; insgesamt 52 Teams nahmen teil.
Afrika
Amerika
Asien
Europa/Nordasien
Ozeanien

Teilnehmende Länder der Rugby-Union-Weltmeisterschaft 1995:
Gastgeber
Viertelfinalisten 1991
Qualifikation
In der Qualifikation gescheitert
Keine Teilnahme

| Land           | Qualifikationsgrundlage | WM-Teilnahme | Letztmalige WM-Teilnahme | Bestes Ergebnis            | Gruppe |
| -------------- | ----------------------- | ------------ | ------------------------ | -------------------------- | ------ |
| Südafrika      | Gastgeber               | Erste        | –                        | Debüt                      | A      |
| Australien     | Automatisch             | Dritte       | 1991                     | Weltmeister (1991)         | A      |
| England        | Automatisch             | Dritte       | 1991                     | Zweiter (1991)             | B      |
| Frankreich     | Automatisch             | Dritte       | 1991                     | Zweiter (1987)             | D      |
| Irland         | Automatisch             | Dritte       | 1991                     | Viertelfinale (1987, 1991) | C      |
| Kanada         | Automatisch             | Dritte       | 1991                     | Viertelfinale (1991)       | A      |
| Neuseeland     | Automatisch             | Dritte       | 1991                     | Weltmeister (1987)         | C      |
| Schottland     | Automatisch             | Dritte       | 1991                     | Vierter (1991)             | D      |
| Samoa          | Automatisch             | Zweite       | 1991                     | Viertelfinale (1991)       | D      |
| Argentinien    | Qualifikation           | Dritte       | 1991                     | Vorrunde (1987, 1991)      | B      |
| Italien        | Qualifikation           | Dritte       | 1991                     | Vorrunde (1987, 1991)      | B      |
| Elfenbeinküste | Qualifikation           | Erste        | –                        | Debüt                      | D      |
| Japan          | Qualifikation           | Dritte       | 1991                     | Vorrunde (1987, 1991)      | C      |
| Rumänien       | Qualifikation           | Dritte       | 1991                     | Vorrunde (1987, 1991)      | A      |
| Tonga          | Qualifikation           | Zweite       | 1987                     | Vorrunde (1987)            | B      |
| Wales          | Qualifikation           | Dritte       | 1991                     | Dritter (1987)             | C      |

## Austragungsorte
Die Weltmeisterschaft 1995 war die erste, bei der sämtliche Spiele in einem einzigen Land ausgetragen wurden. Ursprünglich waren 14 Spielorte vorgesehen, doch dann wurden im Januar 1994 die Städte Brakpan, Germiston, Pietermaritzburg, Potchefstroom und Witbank aus dem Veranstaltungsprogramm gestrichen, so dass die Spiele auf neun Stadien in ebenso vielen Städten konzentriert waren.
Nur drei Jahre nach der Wiederaufnahme Südafrikas in das IRFB war diese Weltmeisterschaft auch die erste, bei der die Teilnahme der südafrikanischen Mannschaft zugelassen wurde, sowie die erste internationale sportliche Großveranstaltung in Südafrika seit dem Ende der Apartheidspolitik.
| Rustenburg         | Johannesburg         | Johannesburg         | Pretoria                |
| ------------------ | -------------------- | -------------------- | ----------------------- |
| Olympia Park       | Ellis Park Stadium   | Ellis Park Stadium   | Loftus Versfeld Stadium |
| Kapazität: 30.000  | Kapazität: 62.000    | Kapazität: 62.000    | Kapazität: 50.000       |
|                    |                      |                      |                         |
| Bloemfontein       |                      |                      | Durban                  |
| Free-State-Stadion | Kings-Park-Stadion   |                      |                         |
| Kapazität: 30.000  | Kapazität: 50.000    |                      |                         |
|                    |                      |                      |                         |
| Kapstadt           | Stellenbosch         | Port Elizabeth       | East London             |
| Newlands-Stadion   | Danie Craven Stadium | Boet Erasmus Stadium | Basil Kenyon Stadium    |
| Kapazität: 50.000  | Kapazität: 16.000    | Kapazität: 38.950    | Kapazität: 22.000       |
|                    |                      |                      |                         |

## Format
Die Rugby-Union-Weltmeisterschaft 1995 wurde über 30 Tage zwischen 16 verschiedenen Mannschaften über 32 Spiele ausgetragen. Sie begann am 25. Mai 1995 im Kapstädter Newlands Stadium mit dem Eröffnungsspiel zwischen dem Gastgeber Südafrika und dem Titelverteidiger Australien. Das Turnier endete am 24. Juni im Johannesburger Ellis-Park-Stadion mit dem Finale zwischen Südafrika und Neuseeland, wobei die Springboks den Webb Ellis Cup gewannen.

### Spielplan
Die nachfolgende Tabelle zeigt das tägliche Programm der Rugby-Union-Weltmeisterschaft 1995. Dabei steht ein rotes Kästchen für die Eröffnungs- und Schlusszeremonie, ein violettes Kästchen für Vorrundenspiele, ein grünes Kästchen für Finalrundenspiele, ein blaues Kästchen für das Spiel um Platz 3 und ein gelbes Kästchen für das Finale.
| Gruppenphase Mai/Juni | Do. 25. | Fr. 26. | Sa. 27. | So. 28. | Mo. 29. | Di. 30. | Mi. 31. | Do. 1.  | Fr. 2.  | Sa. 3.  | So. 4.  | Mo. 5.  | Di. 6.  | Mi. 7.  | Do. 8.  | Fr. 9. |
| --------------------- | ------- | ------- | ------- | ------- | ------- | ------- | ------- | ------- | ------- | ------- | ------- | ------- | ------- | ------- | ------- | ------ |
| Zeremonien            |         |         |         |         |         |         |         |         |         |         |         |         |         |         |         |        |
| Gruppe A              | 1       | 1       |         |         |         | 1       | 1       |         |         | 2       |         |         |         |         |         |        |
| Gruppe B              |         |         | 2       |         |         | 1       | 1       |         |         |         | 2       |         |         |         |         |        |
| Gruppe C              |         |         | 2       |         |         |         | 2       |         |         |         | 2       |         |         |         |         |        |
| Gruppe D              |         | 2       |         |         |         | 2       |         |         |         | 2       |         |         |         |         |         |        |
| Finalrunde Juni       | Sa. 10. | So. 11. | Mo. 12. | Di. 13. | Mi. 14. | Do. 15. | Fr. 16. | Sa. 17. | So. 18. | Mo. 19. | Di. 20. | Mi. 21. | Do. 22. | Fr. 23. | Sa. 24. |        |
| Zeremonien            |         |         |         |         |         |         |         |         |         |         |         |         |         |         |         |        |
| Finalrunde            | 2       | 2       |         |         |         |         |         | 1       | 1       |         |         |         | 1       |         | 1       |        |

| Farblegende                  |
| Eröffnungs- und Schlussfeier |
| Gruppenspiele                |
| Finalrunde                   |
| Spiel um Platz 3             |
| Finale                       |

### Gruppen
| Gruppe A                             | Gruppe B                          | Gruppe C                      | Gruppe D                                   |
| ------------------------------------ | --------------------------------- | ----------------------------- | ------------------------------------------ |
| Südafrika Australien Rumänien Kanada | England Samoa Italien Argentinien | Neuseeland Irland Wales Japan | Frankreich Schottland Tonga Elfenbeinküste |

Die Vorrunden waren unter den Spielorten folgendermaßen aufgeteilt:
- Gruppe A: Kapstadt, Port Elizabeth und Stellenbosch
- Gruppe B: Durban und East London
- Gruppe C: Johannesburg und Bloemfontein
- Gruppe D: Pretoria und Rustenburg

### Vorrunde
Wie bei den ersten beiden Rugby-Union-Weltmeisterschaften 1987 und 1991 wurden die 16 teilnehmenden Mannschaften für die Vorrunde in vier Gruppen zu je vier Mannschaften eingeteilt; jede Mannschaft bestritt ein Spiel gegen jede andere Mannschaft in derselben Gruppe, demzufolge absolvierte jedes Team drei Spiele in der Vorrunde. Für einen Sieg gab es drei Tabellenpunkte, für ein Unentschieden zwei Punkte und einen Punkt für eine Niederlage; hatten zwei Mannschaften dieselbe Anzahl Tabellenpunkte, wurde der Tabellenrang nach Gesamtpunktzahl ermittelt.
Die Tabellenränge wurden anhand des folgenden Punktesystems ermittelt:
- Drei Spielpunkte für einen Sieg;
- Zwei für ein Unentschieden;
- Einen für eine Niederlage.

Am Ende der Vorrunde wurden die Mannschaften, basierend auf den gesammelten Spielpunkten, vom ersten bis zum vierten Platz eingestuft, wobei die beiden besten Mannschaften das Viertelfinale erreichten. Waren zwei Teams punktgleich, wurde die Platzierung nach Gesamtpunktzahl ermittelt.

### Finalrunde
Ab dieser Phase nahm das Turnier ein K.-o.-System an bestehend aus acht Spielen: vier Viertelfinals, zwei Halbfinals, ein Spiel um Platz 3 und das Finale.
Die Gruppenersten und -zweiten erreichten jeweils die Finalrunde. Dabei trafen die Gruppenersten im Viertelfinale auf die Gruppenzweiten der anderen Gruppe, beispielsweise traf der Erste der Gruppe A auf den Zweiten der Gruppe B und der Erste der Gruppe B auf den Zweiten der Gruppe A. Teams aus derselben Gruppe konnten erst wieder im Spiel um Platz 3 oder dem Finale aufeinandertreffen.
Die Finalrunde begann mit den Viertelfinalspielen. Jedes Spiel musste zwingend mit einem Sieg enden. Stand es in einer Begegnung nach der regulären Spielzeit von 80 Minuten unentschieden, folgte eine Verlängerung von 2 × 10 Minuten. War noch immer kein Sieger ermittelt, gab es eine weitere Verlängerung von zehn Minuten Dauer mit Sudden Death. Wenn auch nach insgesamt 110 Minuten immer noch kein Sieger feststand, wäre der Sieger in einem Platztrittschießen zu den Torstangen bestimmt worden.

### Einfluss auf die WM-Qualifikation 1999
Der nominale Gastgeber 1999 (Wales), der Titelverteidiger (Südafrika), der Zweite (Neuseeland) und der Dritte (Frankreich) qualifizierten sich automatisch für die Rugby-Union-Weltmeisterschaft 1999.

## Schiedsrichter
Während des Turnieres wurden 22 Schiedsrichter eingesetzt.
| - Efraim Sklar (Argentinien) - Barry Leask (Australien) - Wayne Erickson (Australien) - Ed Morrison (England) - Steve Lander (England) - Joël Dume (Frankreich) - Patrick Robin (Frankreich) - David McHugh (Irland) - Stephen Hilditch (Irland) - Naoki Saito (Japan) - Han Moon-Soo (Südkorea) | - George Gadjovic (Kanada) - Colin Hawke (Neuseeland) - Dave Bishop (Neuseeland) - Felise Vito (Samoa) - Jim Fleming (Schottland) - Ken McCartney (Schottland) - Stef Neethling (Südafrika) - Ian Rogers (Südafrika) - Don Reordan (Vereinigte Staaten) - Derek Bevan (Wales) - Clayton Thomas (Wales) |

## Vorrunde
Die zwei besten Teams jeder Gruppe qualifizierten sich für das Viertelfinale.

### Gruppe A
|    | Land       | Spiele | Siege | Unent. | Ndlg. | Spiel- punkte | Diff. | Tabellen- punkte |
| -- | ---------- | ------ | ----- | ------ | ----- | ------------- | ----- | ---------------- |
| 1. | Südafrika  | 3      | 3     | 0      | 0     | 68:26         | + 42  | 9                |
| 2. | Australien | 3      | 2     | 0      | 1     | 87:41         | + 46  | 7                |
| 3. | Kanada     | 3      | 1     | 0      | 2     | 45:50         | − 5   | 5                |
| 4. | Rumänien   | 3      | 0     | 0      | 3     | 14:97         | − 83  | 3                |

| 25. Mai 1995 | Südafrika | 27 : 18 | Australien | Newlands Stadium, Kapstadt |
| 25. Mai 1995 |           |         |            | Newlands Stadium, Kapstadt |

| 26. Mai 1995 | Kanada | 34 : 3 | Rumänien | Boet Erasmus Stadium, Port Elizabeth |
| 26. Mai 1995 |        |        |          | Boet Erasmus Stadium, Port Elizabeth |

| 30. Mai 1995 | Südafrika | 21 : 8 | Rumänien | Newlands Stadium, Kapstadt |
| 30. Mai 1995 |           |        |          | Newlands Stadium, Kapstadt |

| 31. Mai 1995 | Australien | 27 : 11 | Kanada | Boet Erasmus Stadium, Port Elizabeth |
| 31. Mai 1995 |            |         |        | Boet Erasmus Stadium, Port Elizabeth |

| 3. Juni 1995 | Australien | 42 : 3 | Rumänien | Danie Craven Stadium, Stellenbosch |
| 3. Juni 1995 |            |        |          | Danie Craven Stadium, Stellenbosch |

| 3. Juni 1995 | Südafrika | 20 : 0 | Kanada | Boet Erasmus Stadium, Port Elizabeth |
| 3. Juni 1995 |           |        |        | Boet Erasmus Stadium, Port Elizabeth |

### Gruppe B
|    | Land        | Spiele | Siege | Unent. | Ndlg. | Spiel- punkte | Diff. | Tabellen- punkte |
| -- | ----------- | ------ | ----- | ------ | ----- | ------------- | ----- | ---------------- |
| 1. | England     | 3      | 3     | 0      | 0     | 95:60         | + 35  | 9                |
| 2. | Westsamoa   | 3      | 2     | 0      | 1     | 96:88         | + 8   | 7                |
| 3. | Italien     | 3      | 1     | 0      | 2     | 69:94         | − 25  | 5                |
| 4. | Argentinien | 3      | 0     | 0      | 3     | 69:87         | − 18  | 3                |

| 27. Mai 1995 | Italien | 18 : 42 | Westsamoa | Basil Kenyon Stadium, East London |
| 27. Mai 1995 |         |         |           | Basil Kenyon Stadium, East London |

| 27. Mai 1995 | Argentinien | 18 : 24 | England | Kings Park Stadium, Durban |
| 27. Mai 1995 |             |         |         | Kings Park Stadium, Durban |

| 30. Mai 1995 | Westsamoa | 32 : 26 | Argentinien | Basil Kenyon Stadium, East London |
| 30. Mai 1995 |           |         |             | Basil Kenyon Stadium, East London |

| 31. Mai 1995 | England | 27 : 20 | Italien | Kings Park Stadium, Durban |
| 31. Mai 1995 |         |         |         | Kings Park Stadium, Durban |

| 4. Juni 1995 | Argentinien | 25 : 31 | Italien | Basil Kenyon Stadium, East London |
| 4. Juni 1995 |             |         |         | Basil Kenyon Stadium, East London |

| 4. Juni 1995 | England | 44 : 22 | Westsamoa | Kings Park Stadium, Durban |
| 4. Juni 1995 |         |         |           | Kings Park Stadium, Durban |

### Gruppe C
|    | Land       | Spiele | Siege | Unent. | Ndlg. | Spiel- punkte | Diff. | Tabellen- punkte |
| -- | ---------- | ------ | ----- | ------ | ----- | ------------- | ----- | ---------------- |
| 1. | Neuseeland | 3      | 3     | 0      | 0     | 222:45        | + 177 | 9                |
| 2. | Irland     | 3      | 2     | 0      | 1     | 93:94         | − 1   | 7                |
| 3. | Wales      | 3      | 1     | 0      | 2     | 89:68         | + 21  | 5                |
| 4. | Japan      | 3      | 0     | 0      | 3     | 55:252        | − 197 | 3                |

| 27. Mai 1995 | Japan | 10 : 57 | Wales | Free State Stadium, Bloemfontein |
| 27. Mai 1995 |       |         |       | Free State Stadium, Bloemfontein |

| 27. Mai 1995 | Irland | 19 : 43 | Neuseeland | Ellis Park Stadium, Johannesburg |
| 27. Mai 1995 |        |         |            | Ellis Park Stadium, Johannesburg |

| 31. Mai 1995 | Irland | 50 : 28 | Japan | Free State Stadium, Bloemfontein |
| 31. Mai 1995 |        |         |       | Free State Stadium, Bloemfontein |

| 31. Mai 1995 | Neuseeland | 34 : 9 | Wales | Ellis Park Stadium, Johannesburg |
| 31. Mai 1995 |            |        |       | Ellis Park Stadium, Johannesburg |

| 4. Juni 1995 | Japan | 17 : 145 | Neuseeland | Free State Stadium, Bloemfontein |
| 4. Juni 1995 |       |          |            | Free State Stadium, Bloemfontein |

| 4. Juni 1995 | Irland | 24 : 23 | Wales | Ellis Park Stadium, Johannesburg |
| 4. Juni 1995 |        |         |       | Ellis Park Stadium, Johannesburg |

### Gruppe D
|    | Land           | Spiele | Siege | Unent. | Ndlg. | Spiel- punkte | Diff. | Tabellen- punkte |
| -- | -------------- | ------ | ----- | ------ | ----- | ------------- | ----- | ---------------- |
| 1. | Frankreich     | 3      | 3     | 0      | 0     | 114:47        | + 67  | 9                |
| 2. | Schottland     | 3      | 2     | 0      | 1     | 149:27        | + 122 | 7                |
| 3. | Tonga          | 3      | 1     | 0      | 2     | 44:90         | − 46  | 5                |
| 4. | Elfenbeinküste | 3      | 0     | 0      | 3     | 29:172        | − 143 | 3                |

| 26. Mai 1995 | Elfenbeinküste | 0 : 89 | Schottland | Olympia Park, Rustenburg |
| 26. Mai 1995 |                |        |            | Olympia Park, Rustenburg |

| 26. Mai 1995 | Frankreich | 38 : 10 | Tonga | Loftus Versfeld Stadium, Pretoria |
| 26. Mai 1995 |            |         |       | Loftus Versfeld Stadium, Pretoria |

| 30. Mai 1995 | Frankreich | 54 : 18 | Elfenbeinküste | Olympia Park, Rustenburg |
| 30. Mai 1995 |            |         |                | Olympia Park, Rustenburg |

| 30. Mai 1995 | Schottland | 41 : 5 | Tonga | Loftus Versfeld Stadium, Pretoria |
| 30. Mai 1995 |            |        |       | Loftus Versfeld Stadium, Pretoria |

| 3. Juni 1995 | Elfenbeinküste | 11 : 29 | Tonga | Olympia Park, Rustenburg |
| 3. Juni 1995 |                |         |       | Olympia Park, Rustenburg |

| 3. Juni 1995 | Frankreich | 22 : 19 | Schottland | Loftus Versfeld Stadium, Pretoria |
| 3. Juni 1995 |            |         |            | Loftus Versfeld Stadium, Pretoria |

## Finalrunde
|  | Viertelfinale | Viertelfinale |           |            | Halbfinale       | Halbfinale |  |  | Finale | Finale |
|  |               |               |           |            |                  |            |  |  |        |        |
|  |               |               |           |            |                  |            |  |  |        |        |
|  | Südafrika     | 42            |           |            |                  |            |  |  |        |        |
|  | Südafrika     | 42            |           |            |                  |            |  |  |        |        |
|  | Westsamoa     | 14            |           |            |                  |            |  |  |        |        |
|  | Westsamoa     | 14            | Südafrika | 19         |                  |            |  |  |        |        |
|  |               |               | Südafrika | 19         |                  |            |  |  |        |        |
|  |               | Frankreich    | 15        |            |                  |            |  |  |        |        |
|  | Frankreich    | Frankreich    | 15        | 36         |                  |            |  |  |        |        |
|  | Frankreich    |               |           | 36         |                  |            |  |  |        |        |
|  | Irland        | 12            |           |            |                  |            |  |  |        |        |
|  |               |               | Südafrika | 15         |                  |            |  |  |        |        |
|  |               |               |           | Neuseeland | 12 n. V.         |            |  |  |        |        |
|  | England       | 25            |           |            |                  |            |  |  |        |        |
|  | Australien    | 22            |           |            |                  |            |  |  |        |        |
|  | Australien    | 22            | England   | 29         |                  |            |  |  |        |        |
|  |               |               | England   | 29         | Spiel um Platz 3 |            |  |  |        |        |
|  |               | Neuseeland    | 45        |            |                  |            |  |  |        |        |
|  | Neuseeland    | Neuseeland    | 45        | 48         | Frankreich       | 19         |  |  |        |        |
|  | Neuseeland    |               |           | 48         | Frankreich       | 19         |  |  |        |        |
|  | Schottland    | 30            |           | England    | 9                |            |  |  |        |        |
|  | Schottland    | 30            |           |            | 9                |            |  |  |        |        |
|  |               |               |           |            |                  |            |  |  |        |        |

### Viertelfinale
| 10. Juni 1995 | Frankreich | 36 : 12 | Irland | Kings Park Stadium, Durban |
| 10. Juni 1995 |            |         |        | Kings Park Stadium, Durban |

| 10. Juni 1995 | Südafrika | 42 : 14 | Westsamoa | Ellis Park Stadium, Johannesburg |
| 10. Juni 1995 |           |         |           | Ellis Park Stadium, Johannesburg |

| 11. Juni 1995 | England | 25 : 22 | Australien | Newlands Stadium, Kapstadt |
| 11. Juni 1995 |         |         |            | Newlands Stadium, Kapstadt |

| 11. Juni 1995 | Neuseeland | 48 : 30 | Schottland | Loftus Versfeld Stadium, Pretoria |
| 11. Juni 1995 |            |         |            | Loftus Versfeld Stadium, Pretoria |

### Halbfinale
| 17. Juni 1995 | Südafrika | 19 : 15 | Frankreich | Kings Park Stadium, Durban |
| 17. Juni 1995 |           |         |            | Kings Park Stadium, Durban |

| 18. Juni 1995 | England | 29 : 45 | Neuseeland | Newlands Stadium, Kapstadt |
| 18. Juni 1995 |         |         |            | Newlands Stadium, Kapstadt |

### Spiel um Platz 3
| 22. Juni 1995 | Frankreich | 19 : 9 | England | Loftus Versfeld Stadium, Pretoria |
| 22. Juni 1995 |            |        |         | Loftus Versfeld Stadium, Pretoria |

### Finale
Dies war das bis 2015 einzige Mal, dass sich im Finale zwei Mannschaften der südlichen Hemisphäre gegenüberstanden.
| 24. Juni 1995 | Südafrika | 15 : 12 n. V. | Neuseeland | Ellis Park Stadium, Johannesburg |
| 24. Juni 1995 |           |               |            | Ellis Park Stadium, Johannesburg |

Südafrika
(Erster Titel)

## Statistiken

### Mannschaften
Die Tabelle führt die 16 teilnehmenden Mannschaften nach ihrem Abschneiden bei der Rugby-Union-Weltmeisterschaft 1995 auf.

Ergebnis der Rugby-Union-Weltmeisterschaft 1995:
Sieger
Finalist
3. Platz
4. Platz
Viertelfinalteilnahme
In der Gruppenphase ausgeschieden
Keine Teilnahme

| Mannschaft     | Spiele | Siege | Unent. | Ndlg. | Punkte | Versuche | Erhöh- ungen | Straf- tritte | Drop- goals |
| -------------- | ------ | ----- | ------ | ----- | ------ | -------- | ------------ | ------------- | ----------- |
| Neuseeland     | 6      | 5     | 0      | 1     | 327    | 41       | 34           | 14            | 4           |
| Frankreich     | 6      | 5     | 0      | 1     | 184    | 17       | 9            | 26            | 1           |
| Schottland     | 4      | 2     | 0      | 2     | 179    | 20       | 14           | 17            | 0           |
| England        | 6      | 4     | 0      | 2     | 158    | 11       | 8            | 25            | 4           |
| Südafrika      | 6      | 6     | 0      | 0     | 144    | 13       | 8            | 18            | 3           |
| Westsamoa      | 4      | 2     | 0      | 2     | 110    | 15       | 7            | 7             | 0           |
| Australien     | 4      | 2     | 0      | 2     | 109    | 12       | 11           | 9             | 0           |
| Irland         | 4      | 2     | 0      | 2     | 105    | 13       | 11           | 6             | 0           |
| Wales          | 3      | 1     | 0      | 2     | 89     | 9        | 7            | 8             | 2           |
| Argentinien    | 3      | 0     | 0      | 3     | 69     | 8        | 4            | 7             | 0           |
| Italien        | 3      | 1     | 0      | 2     | 69     | 7        | 5            | 7             | 1           |
| Japan          | 3      | 0     | 0      | 3     | 55     | 8        | 6            | 1             | 0           |
| Kanada         | 3      | 1     | 0      | 2     | 45     | 4        | 2            | 6             | 1           |
| Tonga          | 3      | 1     | 0      | 2     | 44     | 6        | 4            | 2             | 0           |
| Elfenbeinküste | 3      | 0     | 0      | 3     | 29     | 3        | 1            | 4             | 0           |
| Rumänien       | 3      | 0     | 0      | 3     | 14     | 1        | 0            | 3             | 0           |
| Gesamt         | 32     |       |        |       | 1730   | 188      | 131          | 160           | 16          |

### Meiste erzielte Punkte
| Rang | Spieler         | Mannschaft | Position         | Spiele | Versuche | Erhöh- ungen | Straf- tritte | Drop- goals | Total |
| ---- | --------------- | ---------- | ---------------- | ------ | -------- | ------------ | ------------- | ----------- | ----- |
| 1.   | Thierry Lacroix | Frankreich | Verbindungshalb  | 6      | 4        | 7            | 26            | 0           | 112   |
| 2.   | Gavin Hastings  | Schottland | Schlussmann      | 4      | 5        | 14           | 17            | 0           | 104   |
| 3.   | Andrew Mehrtens | Neuseeland | Verbindungshalb  | 5      | 1        | 14           | 14            | 3           | 84    |
| 4.   | Rob Andrew      | England    | Verbindungshalb  | 5      | 0        | 5            | 20            | 3           | 79    |
| 5.   | Joel Stransky   | Südafrika  | Verbindungshalb  | 5      | 1        | 4            | 13            | 3           | 61    |
| 6.   | Michael Lynagh  | Australien | Verbindungshalb  | 3      | 2        | 5            | 9             | 0           | 47    |
| 7.   | Simon Culhane   | Neuseeland | Verbindungshalb  | 1      | 1        | 20           | 0             | 0           | 45    |
| 8.   | Neil Jenkins    | Wales      | Verbindungshalb  | 3      | 0        | 7            | 8             | 1           | 41    |
| 9.   | Diego Domínguez | Italien    | Verbindungshalb  | 3      | 1        | 5            | 7             | 1           | 39    |
| 10.  | Marc Ellis      | Neuseeland | Außendreiviertel | 5      | 7        | 0            | 0             | 0           | 35    |
|      | Jonah Lomu      | Neuseeland | Außendreiviertel | 5      | 7        | 0            | 0             | 0           | 35    |

Quelle:

### Meiste erzielte Versuche
| Rang | Spieler              | Mannschaft | Position         | Spiele | Versuche |
| ---- | -------------------- | ---------- | ---------------- | ------ | -------- |
| 1.   | Marc Ellis           | Neuseeland | Außendreiviertel | 5      | 7        |
|      | Jonah Lomu           | Neuseeland | Außendreiviertel | 5      | 7        |
| 3.   | Gavin Hastings       | Schottland | Schlussmann      | 4      | 5        |
|      | Rory Underwood       | England    | Außendreiviertel | 6      | 5        |
| 5.   | Adriaan Richter      | Südafrika  | Nummer Acht      | 3      | 4        |
|      | Chester Williams     | Südafrika  | Außendreiviertel | 3      | 4        |
|      | Thierry Lacroix      | Frankreich | Verbindungshalb  | 6      | 4        |
| 8.   | Joe Roff             | Australien | Außendreiviertel | 2      | 3        |
|      | Eric Rush            | Neuseeland | Außendreiviertel | 2      | 3        |
|      | George Harder        | Westsamoa  | Außendreiviertel | 3      | 3        |
|      | Gareth Thomas        | Wales      | Außendreiviertel | 3      | 3        |
|      | Paolo Vaccari        | Italien    | Innendreiviertel | 3      | 3        |
|      | Josh Kronfeld        | Neuseeland | Flügelstürmer    | 5      | 3        |
|      | Walter Little        | Neuseeland | Außendreiviertel | 5      | 3        |
|      | Émile Ntamack        | Frankreich | Außendreiviertel | 5      | 3        |
|      | Glen Osborne         | Neuseeland | Schlussmann      | 5      | 3        |
|      | Jeff Wilson          | Neuseeland | Außendreiviertel | 5      | 3        |
|      | Philippe Saint-André | Frankreich | Außendreiviertel | 6      | 3        |

Quelle:

## Film
Die Rugby-Union-Weltmeisterschaft 1995 spielt eine zentrale Rolle in dem 2009 in den USA erschienenen Film Invictus – Unbezwungen. Der auf dem Buch Playing the Enemy von John Carlin basierende Film beschreibt, wie der damalige Präsident von Südafrika, Nelson Mandela, die Weltmeisterschaft nutzte, um die noch kurz zuvor durch Apartheid gespaltene Nation durch seine Unterstützung des weißen südafrikanischen Nationalteams, der Springboks, über Rassengrenzen hinweg zu einen. Die Regie des Films führte Clint Eastwood. In den Hauptrollen sind Morgan Freeman als Nelson Mandela und Matt Damon als Teamkapitän Francois Pienaar zu sehen.